# フォワード (新聞)

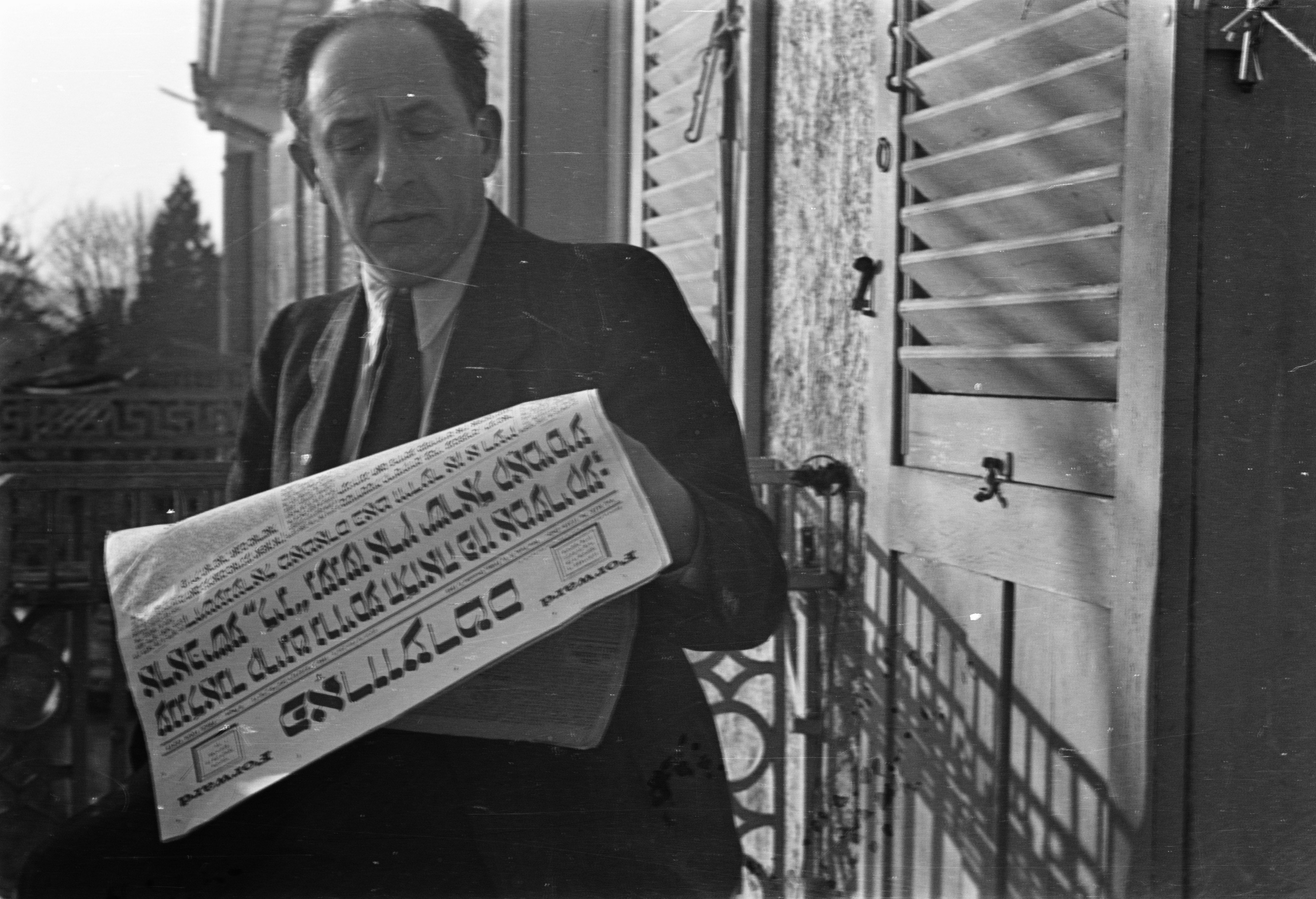
1946年3月11日のドイツの写真。『フォワード』を読むナチス強制収容所からの生還者。

『フォワード』（英語: The Forward、イディッシュ語: פֿאָרװערטס〈Forverts〉）は、The Jewish Daily Forwardとして知られていたユダヤ系アメリカ人向けのアメリカのニュースメディアである。イディッシュ語による日刊の社会主義系新聞として1897年に創刊された。ニューヨーク・タイムズが報じたところによれば、セス・リスプキーは1990年代に同紙の「英語版分社を始め」、支援者からの集めた資金でザ・ニューヨーク・サン紙を創刊した。
1897年、ルイス・ミラーやエイブラハム・カーハンなどのイディッシュ語話者の社会主義者で構成された協会がニューヨークで創刊し、2015年までは、『ジューイッシュ・デイリー・フォワード』（英: The Jewish Daily Forward）の名称で刊行されていた。創刊時は、イディッシュ語版のみであったが、1990年にセス・リプスキーが、英語版を発刊した。
21世紀に入り『フォワード』は電子出版のオンライン新聞となった。2016年、イディッシュ語版は、隔週から月1回の刊行となり誌面が一新され、英語版も2017年に月刊新聞に刷新された後、2019年には紙の新聞の発行を終了した。
『フォワード』は、現代アメリカにおけるユダヤ人の視点から、世界や国内に関するニュースを、進歩主義的に報道しており、自らを「アメリカで最も影響力のあるユダヤ系メディア」と称している。

## 歴史

### 起源
Forverts (פֿאָרװערטס) は、1897年4月22日にニューヨークで創刊された。その出版には、イディッシュ語話者の社会主義者50名で、およそ3か月前に設立された「Forward Publishing Association」が携わり、新聞の名称と政治的信条は、ドイツ社会民主党の機関誌『フォアヴェルツ』（→前進）から借用した。

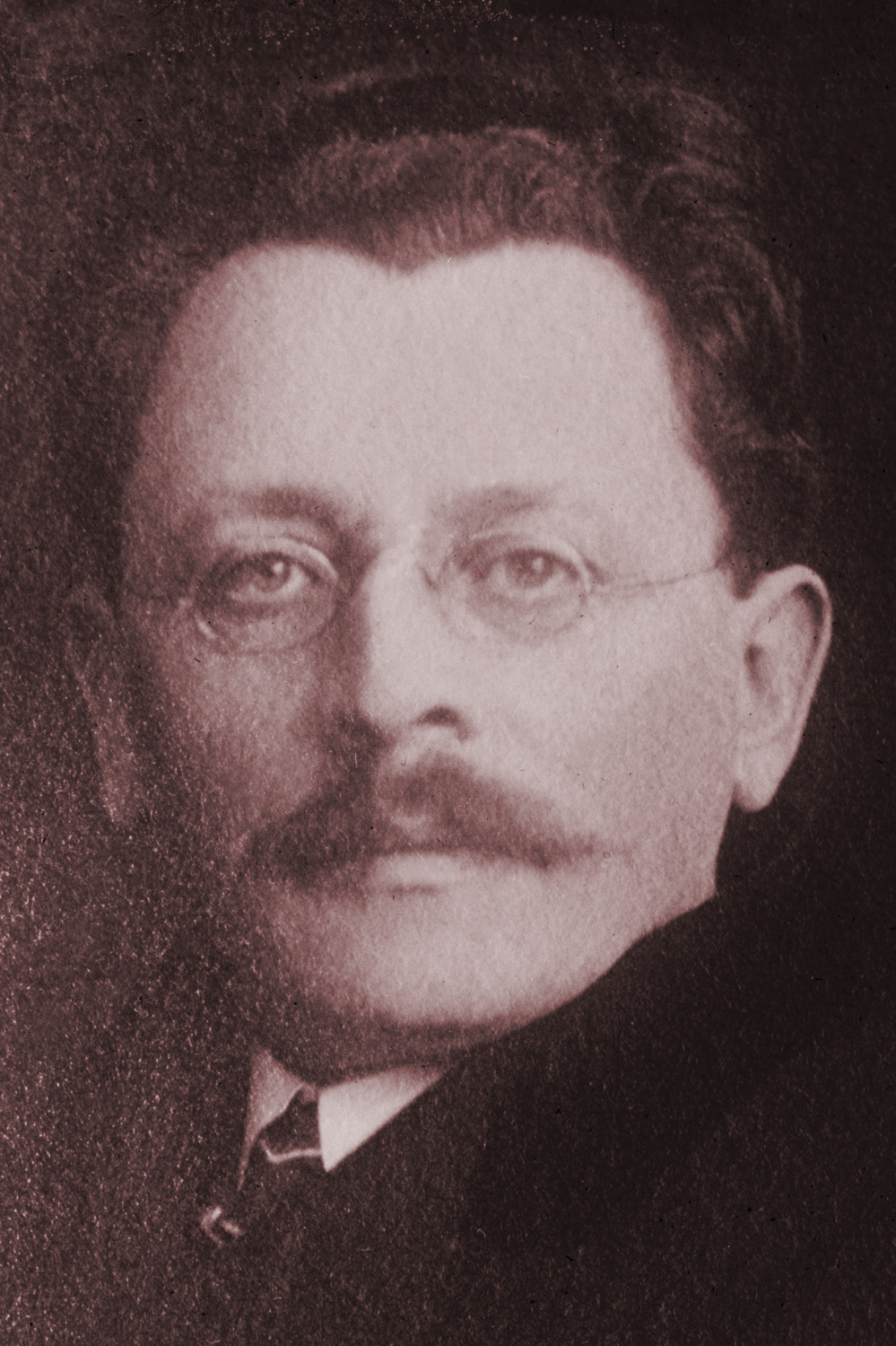
『フォワード』の創刊の立役者の一人、エイブラハム・カーハン

1890年には、United Hebrew Tradesを中心とする組合が、東ヨーロッパからのイディッシュ語話者の移民に対し、社会主義や労働組合主義の思想を伝えるという新たな労働運動として創刊した、ニューヨーク初のイディッシュ語の週刊新聞「Di Arbeter Tsaytung （→労働者の新聞）」が出版されていた。Di Arbeter Tsaytung は、1894年に社会労働党（SLP）のもとで創刊されたイディッシュ語の日刊新聞『ドス・アベンド・ブラット (The Evening Paper) 』の週末号の付録として刊行されるようになった。こうした出版形態が定着するにつれ、SLPの事実上のトップであったダニエル・デ・レオンが、誌面に厳格なイデオロギー路線を反映させようと政治的圧力を強めたことが、Forverts創刊の端緒となった。
Forward Publishing Associationで反体制的な社会主義者の代表が、フォワード創刊の立役者、ルイス・ミラーとエイブラハム・カーハンである。1897年、既存の社会主義政党に対抗するため、1894年のアメリカ鉄道組合のストライキの指導者として全国的に有名であったユージン・V・デブスや、ミルウォーキーでドイツ語教師と新聞編集者を務めていたヴィクター・L・バーガーが、社会民主党を結党すると、同年7月にはミラー、カーハンの両者が政党に加わった。
こうした政治主義の一致にも関わらず、二人は新聞の政治的な方向性で対立し、カーハンはわずか4か月後にはフォワードを退社、同じくニューヨークを拠点とする共和党系の老舗新聞社コマーシャル・アドバタイザーに加入した。

### 発展
カーハンは、フォワード外部の経済的に成功した環境で、新聞業を4年間学び、1901年に復帰した。このことについて、カーハンは自らの回顧録で、編集デスクを超える「絶対的な全権限」を約束され復帰したと記している。
「最初の全国紙の1つ」と評される、フォワードの流通量は、アメリカ国内のイディッシュ語話者の人口の急激な増加とともに急速に成長した。1912年には、その発行部数は12万部ほどであったものが、1920年代後半から1930年代前半には、アメリカ有数の大都市地区の日刊紙として重要な影響力をもち、全米に27万5千部を発行するほどとなった。その後、アメリカの移民政策の転換により、ユダヤ人移民が抑制された影響を受け、1939年までに17万部まで落ち込むこととなった。
初期のフォワードは、労働組合主義で中道の、民主的社会主義を主張し、特に国際婦人服労働組合（ILGWU）の活動において重大な役割を果たした。ILGWUのベンジャミン・シュレジンガーは、会長職を退いた後、1923年にフォワードのゼネラルマネージャーに就任し、1928年にILGWUの会長へと復帰した。また、シュレジンガーの最後の後継者となるデイヴィッド・ドゥビンスキーへも初期から支援を行っていた。
1933年から翌年にかけて、フォワードは、リベラルと左翼系の報道機関の多くが、忌避してきた、ソビエト連邦での官僚特権と飢饉についての、フレッド・ビールの目撃者証言を初めて掲載した。この証言は、ウクライナ・ソビエト社会主義共和国を訪れたフォワードの編集者、ハリー・ラングの報道を裏付けるものとなった。
ナチス・ドイツとソビエト連邦によるポーランド占領における、ユダヤ人に対する残虐行為が初めて報道されたとき、特派員のA・ブロディは、誇張された報道で、事実の欠如であると非難した。しかし、1939年から1940年の冬にかけて、多数の逮捕者、強制労働、虐殺、処刑や追放などの証言が積み重なるにつれて、フォワードは、続々と明らかになるホロコーストの実態を見極めていった。

### 第二次世界大戦後

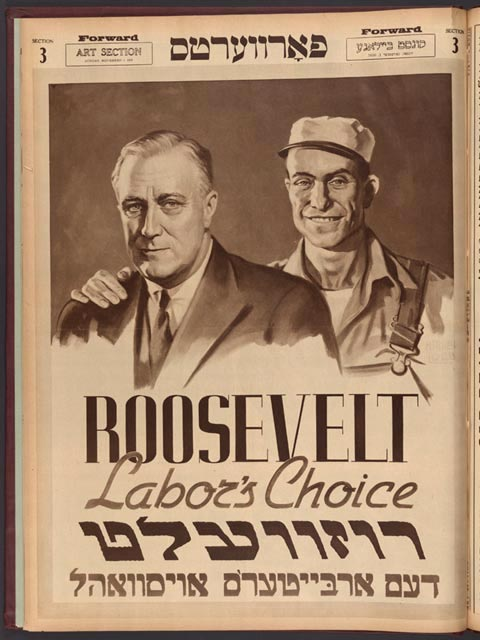
1936年11月1日発行の日曜版の誌面。社会主義新聞である『フォワード』が、民主党のフランクリン・ルーズベルト大統領の再選支持を掲げている。

フォワードの発行部数は、1962年には、日刊版が56,126部、日曜版が59,636部にまで落ち込み、1983年からは週に1回、英語版の付録付きで刊行されるようになった。1990年、英語版は付録から単独の週刊新聞として刊行されるようになり、2000年には26,183部を発行するまでに成長、一方のイディッシュ語版の減少傾向は止まらず、7,000部ほどとなっていた。
アメリカの政治や、ユダヤ人コミュニティにおける社会党の影響力が弱まるにつれ、フォワードは、社会民主主義的な方向性を維持しつつ、アメリカのリベラル派に合流した。特に英語版においては、ユダヤ人コミュニティのリベラルな政治分析の発信源としての地位を確立している。また、1990年代の一時期においてフォワード内に保守的な勢力が台頭したものの、長く続くことはなかった。
1995年秋からは、ロシア語版が発行されたが、採算が取れず、2004年にRussian American Jews for Israel（RAJI）に売却された。売却後もしばらくは、ロシア語版フォワードとして発行されていたが、2007年3月に改名されたことで、ロシア語版の発行は終了した。
2013年から2017年までは、フォワードは英語版が毎週、イディッシュ語版は隔週、オンラインは毎日更新の形態で発行されていた。英語版とイディッシュ語版は、それぞれが独自の内容を掲載し、実質的には別の出版物となっている。
2015年4月には、新聞の名称を『ジューイッシュ・デイリー・フォワード（The Jewish Daily Forward）』から『フォワード（The Forward）』へと改名が発表された。また、2016年にはイディッシュ語版が、2017年には英語版がそれぞれ月刊新聞へと刷新され、その後、2019年には、オンライン新聞のみの発行となった。